# Campeonato Mundial de Halterofilismo de 2010 - Até 69 kg masculino
A categoria até 69 kg masculino foi um evento do Campeonato Mundial de Halterofilismo de 2010, disputado no Centro de Exposição de Antália, em Antália, na Turquia, no dia 21 de setembro de 2010. 

## Calendário
Horário local (UTC+3)
| Dia            | Horário | Fase    |
| -------------- | ------- | ------- |
| 21 de setembro | 14:00   | Grupo C |
| 21 de setembro | 17:00   | Grupo B |
| 21 de setembro | 20:00   | Grupo A |

## Medalhistas
| Evento    | Ouro              | Ouro   | Prata                 | Prata  | Bronze             | Bronze |
| --------- | ----------------- | ------ | --------------------- | ------ | ------------------ | ------ |
| Arranque  | Mete Binay (TUR)  | 160 kg | Armen Ghazaryan (RUS) | 148 kg | Triyatno (INA)     | 146 kg |
| Arremesso | Kim Kum-sok (PRK) | 181 kg | Armen Ghazaryan (RUS) | 181 kg | Bredni Roque (CUB) | 180 kg |
| Total     | Mete Binay (TUR)  | 335 kg | Armen Ghazaryan (RUS) | 329 kg | Triyatno (INA)     | 324 kg |

## Recordes
Antes desta competição, o recorde mundial da prova era o seguinte:
| Recorde         | Tipo      | Atleta                | Peso   | Local       | Data                   |
| Recorde Mundial | Arranque  | Georgi Markov (BUL)   | 165 kg | Sydney      | 20 de setembro de 2000 |
| Recorde Mundial | Arremesso | Zhang Guozheng (CHN)  | 197 kg | Qinhuangdao | 11 de setembro de 2003 |
| Recorde Mundial | Total     | Galabin Boevski (BUL) | 357 kg | Atenas      | 24 de novembro de 1999 |

Os seguintes novos recordes foram estabelecidos durante esta competição.
| Arremesso | 198 kg | Liao Hui (CHN) | Recorde mundial |
| Total     | 358 kg | Liao Hui (CHN) | Recorde mundial |

## Resultado
Os resultados foram os seguintes. 
| Pos.              | Atleta                         | Grupo | Peso  | Arranque (kg) | Arranque (kg) | Arranque (kg) | Arranque (kg)     | Arremesso (kg) | Arremesso (kg) | Arremesso (kg) | Arremesso (kg)    | Total |
| Pos.              | Atleta                         | Grupo | Peso  | 1             | 2             | 3             | Resultado         | 1              | 2              | 3              | Resultado         | Total |
| ----------------- | ------------------------------ | ----- | ----- | ------------- | ------------- | ------------- | ----------------- | -------------- | -------------- | -------------- | ----------------- | ----- |
| Medalha de ouro   | Mete Binay (TUR)               | A     | 68.75 | 156           | 160           | 166           | Medalha de ouro   | 175            | 181            | 182            | 7                 | 335   |
| Medalha de prata  | Armen Ghazaryan (RUS)          | A     | 68.64 | 145           | 145           | 148           | Medalha de prata  | 176            | 180            | 181            | Medalha de prata  | 329   |
| Medalha de bronze | Triyatno (INA)                 | B     | 68.85 | 142           | 146           | 151           | Medalha de bronze | 175            | 178            | 181            | 4                 | 324   |
| 4                 | Kim Kum-sok (PRK)              | A     | 68.47 | 140           | 145           | 145           | 10                | 175            | 181            | 181            | Medalha de ouro   | 321   |
| 5                 | Bredni Roque (CUB)             | B     | 68.09 | 134           | 140           | 145           | 9                 | 170            | 175            | 180            | Medalha de bronze | 320   |
| 6                 | Daniel Godelli (ALB)           | B     | 68.54 | 135           | 140           | 145           | 12                | 167            | 172            | 177            | 5                 | 317   |
| 7                 | Muhammad Begaliev (UZB)        | A     | 68.40 | 138           | 142           | 143           | 6                 | 170            | 174            | 178            | 12                | 313   |
| 8                 | Bakhram Mendibaev (UZB)        | A     | 68.47 | 140           | 140           | 144           | 11                | 168            | 172            | 177            | 8                 | 312   |
| 9                 | Israel José Rubio (VEN)        | C     | 68.09 | 138           | 141           | 141           | 8                 | 167            | 170            | 171            | 11                | 311   |
| 10                | Ekrem Celil (TUR)              | B     | 68.56 | 135           | 139           | 141           | 17                | 170            | 175            | 175            | 6                 | 310   |
| 11                | Briken Calja (ALB)             | B     | 68.70 | 135           | 140           | 145           | 13                | 167            | 172            | 173            | 14                | 307   |
| 12                | Afgan Bayramov (AZE)           | B     | 68.75 | 130           | 135           | 135           | 18                | 165            | 171            | 176            | 9                 | 306   |
| 13                | Phaisan Hansawong (THA)        | B     | 68.80 | 135           | 135           | 140           | 19                | 163            | 168            | 171            | 10                | 306   |
| 14                | Enrique Valencia (ECU)         | B     | 66.91 | 132           | 136           | 140           | 16                | 160            | 165            | 165            | 15                | 301   |
| 15                | Junior Sánchez (VEN)           | C     | 66.03 | 136           | 140           | 140           | 15                | 157            | 161            | 161            | 16                | 297   |
| 16                | Jhon Villa (COL)               | B     | 68.69 | 135           | 135           | 137           | 14                | 157            | 161            | 161            | 19                | 294   |
| 17                | Miroslav Janíček (SVK)         | C     | 68.83 | 122           | 127           | 128           | 20                | 150            | 158            | 162            | 18                | 286   |
| 18                | Hamza Jomni (TUN)              | C     | 68.68 | 120           | 122           | 126           | 24                | 155            | 160            | 162            | 17                | 282   |
| 19                | Chiu Yi-lieh (TPE)             | C     | 68.79 | 121           | 126           | 126           | 25                | 155            | 161            | 161            | 20                | 276   |
| 20                | Pasam Rambabu (IND)            | C     | 68.98 | 122           | 126           | 126           | 21                | 145            | 150            | 155            | 22                | 276   |
| 21                | Manuel Martín (ESP)            | C     | 68.59 | 120           | 125           | 128           | 22                | 150            | 150            | 160            | 21                | 275   |
| 22                | Greg Shushu (RSA)              | C     | 68.31 | 115           | 115           | 120           | 26                | 130            | 140            | 150            | 23                | 255   |
| 23                | Salah Mohammed Al-Yazidi (QAT) | C     | 68.63 | 70            | 75            | 80            | 27                | 90             | 95             | 95             | 24                | 165   |
| —                 | Morteza Rezaeian (IRI)         | A     | 68.33 | 145           | 145           | 150           | 4                 | 173            | 173            | 175            | —                 | —     |
| —                 | Răzvan Martin (ROU)            | A     | 68.98 | 145           | 145           | 150           | 5                 | 175            | 175            | 176            | —                 | —     |
| —                 | Mohamed Abdelbaki (EGY)        | B     | 68.92 | 140           | 143           | 146           | 7                 | 172            | 172            | 173            | —                 | —     |
| —                 | Maurizio Bombaci (ITA)         | C     | 68.84 | 120           | 125           | 128           | 23                | 161            | 162            | 162            | —                 | —     |
| —                 | I Ketut Ariana (INA)           | C     | 67.97 | 130           | 130           | 133           | —                 | 156            | 163            | 167            | 13                | —     |
| —                 | Tolkunbek Hudaýbergenow (TKM)  | B     | 68.27 | 130           | 130           | 130           | —                 | —              | —              | —              | —                 | —     |
| —                 | Vencelas Dabaya (FRA)          | A     | 68.41 | 143           | 143           | 143           | —                 | 177            | 177            | 177            | —                 | —     |
| —                 | Jafar Al-Bagir (KSA)           | C     | 67.41 | 127           | 134           | 137           | —                 | 158            | 164            | 164            | —                 | —     |
| —                 | Swara Mohammed (IRQ)           | C     | 68.43 | 127           | 133           | 133           | —                 | 155            | 155            | 161            | —                 | —     |
| —                 | Njuh Venatius (CMR)            | C     | 68.63 | 120           | 125           | 125           | —                 | 155            | 158            | 162            | —                 | —     |
| —                 | Ahmed Farooq (IRQ)             | C     | 68.03 | 115           | 120           | 125           | —                 | 145            | 152            | 155            | —                 | —     |
| DSQ               | Liao Hui (CHN)                 | A     | 68.85 | 156           | 160           | 166           | —                 | 184            | 198            | —              | —                 | —     |
| DSQ               | Ninel Miculescu (ROU)          | A     | 68.88 | 150           | 154           | 157           | —                 | 175            | 180            | 183            | —                 | —     |
| DSQ               | Sardar Hasanov (AZE)           | B     | 68.45 | 140           | 140           | 145           | —                 | 170            | 175            | 179            | —                 | —     |